# Chalon Basket Club
Maillots
Le Chalon Basket Club dit CBC (anciennement Union Sportive des Cheminots Chalonnais) est un club de basket-ball féminin et masculin de Saône-et-Loire. Il est basé à Chalon-sur-Saône et évolue pour la saison 2017-2018 en Nationale 3, cinquième échelon du basket-ball français. Le CBC a évolué en deuxième division française (Nationale 1B puis Nationale féminine 1) de 1994 à 2002.

## Histoire
Ce club est créé en 1946 sous le nom de l'Union Sportive des Cheminots Chalonnais (USCC) et au départ, ce club corporatif comptait quasiment que des licenciés de la SNCF. À sa création, ce club omnisport (Boules, football et basket-ball) a été fondé par Mr Ponsard.  En 1975, le CBC monte en Nationale 3 et la saison suivante (1976) en Nationale 2 . En 1985, un changement de nom s'opère et de Union des Cheminots Chalonnais le club prend son nom actuel : le Chalon Basket-Club. Le club joue dans les années 90 à la Maison des Sports. En 1994, le club chalonnais accède à la Nationale 1B. Les Chalonnaises signent un bilan équilibré de 13 victoires pour 13 défaites lors des saisons 1994-1995 et 1995-1996. En 1996, l'équipe 2 du club chalonnais monte en Nationale 3.
Pour la saison 1996-1997, le CBC finit 2e de la poule A en N 1B (17 victoires pour 5 défaites) et dispute le barrages d'accession en Nationale 1A quel perd contre Rennes (demi-finale des play-off) en s'inclinant deux fois (défaites 84 à 80 à Chalon-sur-Saône et 84 à 66 en Bretagne). Pour la saison 1997-1998, le club chalonnais finit 3e de la poule A avec 14 victoires pour 8 défaites. En 1999, le CBC voit l'installation d'un pôle Espoirs féminin au Collège Le Devoir. En 2000, le club finit 2e de sa poule et s'incline en demi-finale des play-off. Lors de la saison 2001-2002, les chalonnaises réalise une très mauvaise saison (15e sur 16 avec 3 victoires pour 27 défaites) et descendent en Nationale féminine 2. Les minimes filles du CBC sont vice-championne de France en 2003. En 2009, le club descend en Nationale 3 et déménage de la Maison des Sports au gymnase de la verrerie. Les cadettes remportent la Coupe de France à Bercy en 2013.

## Palmarès

### Titres et trophées
- Coupe de France Cadettes en 2013.

## Effectif

### Effectif 2017-2018
- Meneuse : Livia Firley (1,60 m), Laura Varandas-Dut (1,65 m), Coline Mazoyer (1,68 m).
- Arrière : Sabrina Palie (1,72 m), Mathilde Grégoire (1,70 m).
- Allières : Cassandra Gesell (1,80 m), Chloé Jimenez (1,75 m).
- Intérieures : Emilie Parisot (1,77 m), Monika Kramer (1,86 m), Géraldine Bertal (1,90 m).

## Personnalités du club

### Présidents
| Président du Chalon Basket Club | Période         |
| ------------------------------- | --------------- |
| Mr Ponsard                      | 1946 - ?        |
| Michel Dyon                     | 1976 - 1977     |
| Jean-Claude Lenoir              | 1977 - 1998     |
| Pierre Guibourdenche            | 1998 - 2000     |
| Catherine Deliry                | 2001 - 2003     |
| Patrick Guichard                | 2004 - 2008     |
| Gilles Prudon                   | 2008 - en cours |

#### Autres membres du club
- Marie-Louise Lenoir, dit Milou
- Michèle Gaudillat

### Entraîneurs
Jean Givord, Jacques Bouilloux, Fabrice Giroux, Pierre Guibourdenche, Madeleine Cadaux, Jacques Verneret, Sylvie Morel, Catherine Deliry, Christine Khelifati, Virginie Cauvin, Bilel Kedher, Thibault Masson…

### Joueuses
- Rachel Coumba
- Géraldine Bertal
- Sabrina Palie
- Sophie Grosjean
- Murielle Thomann
- Valérie Genieux
- Frédérique Artigues
- Virginie Cauvin
- Christelle Gibertini
- Stéphanie Bonnot